# Billy Walton
William Howard T. Walton (Birmingham, 6 de agosto de 1871 - ibídem, 10 de febrero de 1963) fue un futbolista británico que jugó en la posición de delantero mayormente para el Birmingham City FC. 

## Biografía
Debutó como futbolista en 1888 con el Small Heath tras formarse en el Hockley Belmont. Jugaba en la Football League Second Division, y en 1893, Walton, junto a Frank Mobley y Fred Wheldon marcaron 50 goles y ganaron la liga, ascendiendo así de categoría. Conforme avanzaron las temporadas, seguía marcando goles, hasta que fue movido a la posición de extremo. En 1903 fue traspasado al Dudley Town FC, club en el que colgó las botas. Tras su retiro era frecuente verle como invitado como en la apertura oficial del St Andrew's Stadium en el Boxing Day de 1906, o en las finales de la FA Cup de 1931 y en la de 1956.
Falleció el 10 de febrero de 1963 a los 91 años de edad en el hospital Dudley Road.

## Clubes
| Club           | País       | Año         | Partidos | Goles |
| -------------- | ---------- | ----------- | -------- | ----- |
| Small Heath FC | Inglaterra | 1888 - 1902 | 201      | 56    |
| Dudley Town FC | Inglaterra | 1903        | ¿?       | ¿?    |

## Palmarés

### Campeonatos nacionales
| Título                          | Club           | País        | Año  |
| ------------------------------- | -------------- | ----------- | ---- |
| Football League Second Division | Small Heath FC | Reino Unido | 1893 |